# 西倉橋
西倉橋（さいくらばし）とは、新潟県長岡市西川口の信濃川に架かる新潟県道83号川口塩殿線の道路橋梁。

## 概要
長岡市川口地域の西川口の信濃川に架かる橋長310.0 m (メートル) の橋である。
- 形式 - 3径間および2径間鋼連続非合成RC床版鈑桁橋[1]
- 橋長 - 310.0 m[1][2]
  - 主径間支間割 - 3×61.6 m[1]
- 幅員 - 7.5 m[1][2]
  - 車道 - 6.0 m[2]
    - 車線数 - 2車線[2]

  - 歩道 - 片側1.5 m[2]
- 施工 - 東京鐵骨橋梁製作所[1]
- 着工 - 1970年（昭和45年）4月[2]
- 竣工 - 1975年（昭和50年）3月[3][4]
- 開通 - 1975年（昭和50年）6月5日[2]

## 歴史
西川口地区の西倉集落では信濃川のため、交通が極めて不便であった。架橋以前は江戸時代からの渡船に頼っていた。1967年（昭和42年）2月28日に新潟県道川口塩殿線に指定されると、渡船も県営に移管された。
不便解消のため、1969年（昭和44年）11月15日に西倉橋架橋促進期成会が設立され、国から600万円の予算が割り当てられ、1970年（昭和45年）4月に着工し、左岸側（西倉側）の取り付け部の用地買収が行われた。1971年度（昭和46年度）は取り付け道路（延長370 m）と左岸橋台が完成した。1972年度（昭和47年度）は下部工が完了し、上部の3径間の桁を発注した。1973年度（昭和48年度）は3径間の桁の架橋と、残り2径間の桁の発注、右岸側（西川口側）の取り付け道路（延長60 m）を施工した。
3億5500万円の工費を費やして、1975年（昭和50年）6月5日に供用された。